# Производящая функция последовательности
Производя́щая фу́нкция после́довательности — алгебраическое понятие, которое позволяет работать с разными комбинаторными объектами аналитическими методами. Они дают гибкий способ описывать соотношения в комбинаторике, а иногда помогают вывести явные формулы для числа комбинаторных объектов определённого типа.
Если дана последовательность {\displaystyle \{a_{n}\}} чисел {\displaystyle a_{0},a_{1},a_{2},a_{3},\ldots }, то из них можно построить формальный степенной ряд
{\displaystyle A(t)=\sum _{n=0}^{\infty }a_{n}t^{n}=a_{0}+a_{1}t+a_{2}t^{2}+a_{3}t^{3}+\dotsb },
который называется производящей функцией {\displaystyle A(t)} этой последовательности.
Близким понятием является экспоненциальная производящая функция последовательности {\displaystyle \{a_{n}\}} — степенной ряд
{\displaystyle A(t)=\sum _{n=0}^{\infty }{\frac {a_{n}t^{n}}{n!}}=a_{0}+a_{1}t+{\frac {a_{2}}{2}}t^{2}+{\frac {a_{3}}{6}}t^{3}+\dotsb },
у которого коэффициент перед {\displaystyle t^{n}} поделён на факториал числа {\displaystyle n}.

## Замечания
Зачастую производящая функция последовательности чисел является рядом Тейлора некоторой аналитической функции, что может использоваться для изучения свойств самой последовательности. Однако, в общем случае производящая функция не обязана быть аналитической. Например, оба ряда
{\displaystyle \sum _{n=0}^{\infty }(3^{n})^{n}x^{n}} и {\displaystyle \sum _{n=0}^{\infty }(2^{n})^{n}x^{n}}
имеют радиус сходимости ноль, то есть расходятся во всех точках, кроме нуля, а в нуле оба равны 1, то есть как функции они совпадают; тем не менее, как формальные ряды они различаются.

## Свойства
- Производящая функция суммы (или разности) двух последовательностей равна сумме (или разности) соответствующих производящих функций.

- Произведение производящих функций {\displaystyle A(x)=\sum _{n=0}^{\infty }a_{n}x^{n}} и {\displaystyle B(x)=\sum _{n=0}^{\infty }b_{n}x^{n}} последовательностей {\displaystyle \{a_{n}\}} и {\displaystyle \{b_{n}\}} является производящей функцией свёртки {\displaystyle c_{n}=\sum _{k=0}^{n}a_{k}b_{n-k}} этих последовательностей:

{\displaystyle A(x)B(x)=\sum _{n=0}^{\infty }c_{n}x^{n}.}
- Если {\displaystyle A(x)=\sum _{n=0}^{\infty }a_{n}{\frac {x^{n}}{n!}}} и {\displaystyle B(x)=\sum _{n=0}^{\infty }b_{n}{\frac {x^{n}}{n!}}} — экспоненциальные производящие функции последовательностей {\displaystyle \{a_{n}\}} и {\displaystyle \{b_{n}\}}, то их произведение {\displaystyle A(x)\cdot B(x)=\sum _{n=0}^{\infty }c_{n}{\frac {x^{n}}{n!}}} является экспоненциальной производящей функцией последовательности {\displaystyle c_{n}=\sum _{k=0}^{n}{n \choose k}a_{k}b_{n-k}}.

## Примеры использования

### В комбинаторике
Число композиций
Пусть {\displaystyle B_{m}^{n}} — это количество композиций целого положительного числа n длины m, то есть, представлений n в виде {\displaystyle n=k_{1}+k_{2}+\cdots +k_{m}}, где {\displaystyle \{k_{i}\}} — целые положительные числа. Число {\displaystyle B_{m}^{n}} также является числом сочетаний с повторениями из m по n, то есть, количество выборок n возможно повторяющих элементов из множества {\displaystyle \{1,2,\dots ,m\}} (при этом каждый член {\displaystyle k_{i}} в композиции можно трактовать как количество элементов i в выборке).
При фиксированном m производящей функцией последовательности {\displaystyle B_{m}^{0},B_{m}^{1},\dots } является:
{\displaystyle \sum _{n=0}^{\infty }B_{m}^{n}x^{n}=(1+x+x^{2}+\cdots )^{m}=(1-x)^{-m}.}
Поэтому число {\displaystyle B_{m}^{n}} может быть найдено как коэффициент при {\displaystyle x^{n}} в разложении {\displaystyle (1-x)^{-m}} по степеням x. Для этого можно воспользоваться определением биномиальных коэффициентов или же непосредственно взять n раз производную в нуле:
{\displaystyle B_{m}^{n}=(-1)^{n}{-m \choose n}={\frac {m(m+1)\cdots (m+n-1)}{n!}}={m+n-1 \choose n}.}
Число связных графов
Обозначим через {\displaystyle a_{n}} число всех графов с вершинами {\displaystyle \{1,\dots ,n\}} и через {\displaystyle c_{n}} число всех связных графов с этими вершинами.
Заметим, что {\displaystyle a_{n}=2^{\binom {n}{2}}}. В частности легко посчитать первые члены этой последовательности
{\displaystyle 1,\ 2,\ 8,\ 64,\ 1024,\ 32768,\ 2097152,\ \dots }
Рассмотрим экспоненциальные производящие функции этих последовательностей:
{\displaystyle a(x)=a_{1}\cdot x+{\tfrac {1}{2}}\cdot a_{2}\cdot x^{2}+\dots +{\tfrac {1}{n!}}\cdot a_{n}\cdot x^{n}+\dots }
{\displaystyle c(x)=c_{1}\cdot x+{\tfrac {1}{2}}\cdot c_{2}\cdot x^{2}+\dots +{\tfrac {1}{n!}}\cdot c_{n}\cdot x^{n}+\dots }
Оба ряда расходятся при {\displaystyle x\neq 0}, тем не менее их можно рассматривать как формальные степенные ряды и для этих рядов выполняется следующее соотношение:
{\displaystyle 1+a(x)=e^{c(x)},}
из которого следует простое рекуррентное соотношение для {\displaystyle c_{n}}, позволяющее быстро найти первые члены этой последовательности
{\displaystyle 1,\ 1,\ 4,\ 38,\ 728,\ 26704,\ 1866256,\ 251548592,\ 66296291072,\ \dots }

### В теории вероятностей
- Если {\displaystyle X} — положительная целочисленная случайная величина (частный случай дискретной), имеющая распределение вероятностей

{\displaystyle \mathbb {P} (X=j)=p_{j},\;j=0,1,...;\quad \sum \limits _{j=0}^{\infty }p_{j}=1}
то её математическое ожидание может быть выражено через производящую функцию последовательности {\displaystyle \{p_{i}\}}
{\displaystyle P(s)=\sum _{k=0}^{\infty }\;p_{k}s^{k},}
как значение первой производной в единице: {\displaystyle M[X]=P'(1)} (стоит отметить, что ряд для P(s) сходится, по крайней мере, при {\displaystyle |s|\leq 1}). Действительно,
{\displaystyle P'(s)=\sum _{k=1}^{\infty }{kp_{k}s^{k-1}}.}
При подстановке {\displaystyle s=1} получим величину {\displaystyle P'(1)=\sum _{k=1}^{\infty }{kp_{k}}}, которая по определению является математическим ожиданием дискретной случайной величины. Если этот ряд расходится, то {\displaystyle \lim _{s\to 1}P'(s)=\infty } — а {\displaystyle X} имеет бесконечное математическое ожидание, {\displaystyle P'(1)=M[X]=\infty }
- Теперь возьмём производящую функцию {\displaystyle Q(s)} последовательности «хвостов» распределения {\displaystyle \{q_{k}\}}

{\displaystyle q_{k}=\mathbb {P} (X>k)=\sum _{j=k+1}^{\infty }{p_{j}};\quad Q(s)=\sum _{k=0}^{\infty }\;q_{k}s^{k}.}
Эта производящая функция связана с определённой ранее функцией {\displaystyle P(s)} свойством: {\displaystyle Q(s)={\frac {1-P(s)}{1-s}}} при {\displaystyle |s|<1}.
Из этого по теореме о среднем следует, что математическое ожидание равно значению этой функции в единице:
{\displaystyle M[X]=P'(1)=Q(1)}
- Дифференцируя {\displaystyle P'(s)=\sum _{k=1}^{\infty }{kp_{k}s^{k-1}}} и используя соотношение {\displaystyle P'(s)=Q(s)-(1-s)Q'(s)}, получим:

{\displaystyle M[X(X-1)]=\sum {k(k-1)p_{k}}=P''(1)=2Q'(1)}
Чтобы получить дисперсию {\displaystyle D[X]}, к этому выражению надо прибавить {\displaystyle M[X]-M^{2}[X]}, что приводит к следующим формулам для вычисления дисперсии:
{\displaystyle D[X]=P''(1)+P'(1)-P'^{2}(1)=2Q'(1)+Q(1)-Q^{2}(1)}.
В случае бесконечной дисперсии {\displaystyle \lim _{s\to 1}P''(s)=\infty }.

### В математическом анализе
- Производящая функция дзета-функции Римана от чётного неотрицательного аргумента равна:[2]

{\displaystyle \sum _{n=0}^{\infty }\zeta (2n)x^{n}=-{\frac {\pi {\sqrt {x}}\cot(\pi {\sqrt {x}})}{2}}}

## Вариации и обобщения

### Производящая функция Дирихле
Производящая функция Дирихле последовательности {\displaystyle \{a_{n}\}} — это формальный ряд Дирихле
{\displaystyle \sum _{n=1}^{\infty }{\frac {a_{n}}{n^{s}}}}.
- Производящей функцией Дирихле последовательности единиц 1,1,… является дзета-функция Римана:
{\displaystyle \zeta (s)=\sum _{n=1}^{\infty }{\frac {1}{n^{s}}}.}

- Если {\displaystyle \alpha (s)=\sum _{n=1}^{\infty }{\frac {a_{n}}{n^{s}}}} и {\displaystyle \beta (s)=\sum _{n=1}^{\infty }{\frac {b_{n}}{n^{s}}}} — производящие функции Дирихле последовательностей {\displaystyle \{a_{n}\}} и {\displaystyle \{b_{n}\}}, то их произведение {\displaystyle \alpha (s)\cdot \beta (s)=\sum _{n=0}^{\infty }{\frac {c_{n}}{n^{s}}}} является производящей функцией Дирихле свёртки Дирихле — последовательности {\displaystyle c_{n}=\sum _{d\mid n}a_{d}b_{n/d}}.

## История
Метод производящих функций был разработан Эйлером в 1750-х годах; классическим примером служит пентагональная теорема Эйлера.